# Verdensrekord
En verdensrekord er den hidtil bedste præstation på et givet tidspunkt inden for en given disciplin, typisk en sportsgren.